# Артейн
Артейн (англ. Artane, также Artaine; ирл. Ard Aidhin) — городской район Дублина в Ирландии, находится в административном графстве Дублин (провинция Ленстер). Историческое название Тартейн. Артейн — северный пригород Дублина, граничащий с Кулоком, Бомонтом, Киллестером, Клонтарфом и Рахени.
Население — 36 564 человека (по переписи 2006 года).

## Этимология
Существует три варианта происхождения названия городского района: это либо птичья высота (ирл. Ard Tain), либо высота Эйдена (ирл. Ard Aidhean), либо маленькая высота (ирл. Ard In). В старых документах в начале слова ставили букву «T», так как оно начинается на гласную. Согласно древней легенде с холма открывался вид на поле с большим количеством птиц, так как это был один из первых участков, очищенных от леса.

## История

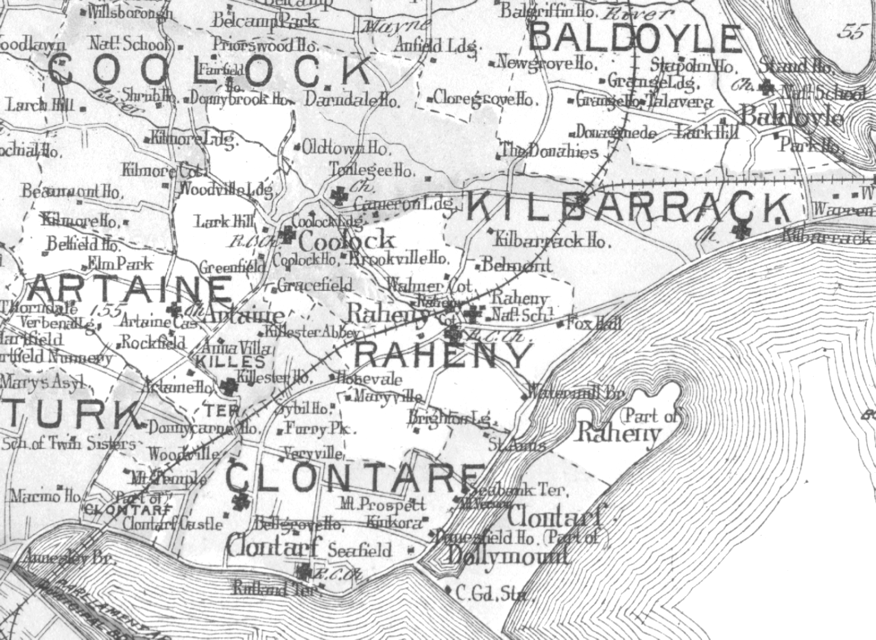
Артейн на карте окрестностей Дублина, 1901 год.

Уже восемь тысяч лет назад территория была заселена людьми. Археологи обнаружили различные орудия для сельского хозяйства и охоты. Следующие жители территории имели намного более развитые приспособления для охоты. У них уже присутствовали украшения и существовала церемония погребения. В соседнем Кулоке было обнаружено множество могильных курганов Бронзового века, среди которых есть хорошо сохранившиеся. Позднее земли между реками Лиффи и Бойн звали Magh Breagha, и они отошли королю Ленстера в качестве приданого с дочерью короля Конора. Вместе с тем, на них долгое время никто не претендовал и до XI века они были частью провинции Мит.
В последующие столетия центром активности был соседний Кулок, первая церковь в котором была построена ещё в VI веке. XI век ознаменовался вторжением викингов, которые разграбили поселения. Позднее набеги были более организованы, в них принимали участие норвежцы и датчане. Они устраивали свои собственные поселения и местность стали называть территорией чужеземцев, или Fine Gall. Название Фингал, данное позднее северной части Дублина, сохранилось до сих пор. Норвежцы и датчане часто устраивали стычки друг с другом, и были разбиты в 1014 году (англ. Battle of Clontarf). Полагают, что найденные в 1934 году около Боннибрука останки людей и лошадей относятся к этому сражению.
После нашествия норманнов в 1169 году Ирландия была поделена на баронства. Артейн находился на территории баронства Кулок и в 1170 году стал собственностью семьи Нугентов, которая получила владения не непосредственно от короля Генриха II, но от Лиги. В ответ новые владельцы местности были обязаны поставлять по первому требованию пять рыцарей.
В XIV веке земли Артейна за 40 шиллингов достались Роберту де Голливуду (англ. Robert de Hollywood) и его семье, которая владела землями в графствах Дублин, Мит и Уэксфорд. Полагают, что Лайонел Антверп, герцог Кларенс, посвятил Роберта в рыцари. В 1387 году был построен замок Артейн. 28 июля 1534 года, после волнений, связанных с арестом и вероятным убийством графа Килдэр в лондонском Тауэре, архиепископ Джон Аллен, сторонник короля Генриха VIII, был жестоко убит в замке Артейн Томасом Фицджеральдом, лордом Оффали. После этого события многие века замок был огорожен и закрыт для посторонних.
Во время восстания 1641 года с согласия Кристофера Голливуда в замке находилась повстанческая армия Нетервиля. В 1642 году владелец замка и его сын Николас были признаны вне закона. Однако несмотря на судебные разбирательства земли, которые включали 244 акра Артейна, остались в семье Голливудов. Только в 1748 году прекратиласьмужскаялиния и земли перешли графу Гранарду, при этом члены семьи Голливудов ещё некоторое время жили в замке.
Исторический замок Артейн был разрушен после того как земли перешли Мэтью Бойлу в 1825 году. В нескольких сотнях метров от него была построена современная резиденция, названная также замком Артейн. В 1870 году замок был продан ирландскому христианскому братству, которое построило монастырь и промышленную школу. Существует мнение, что при строительстве использовались камни старого замка. В настоящее время здания не существует. Единственным напоминанием о семье Голливудов в Артейне является церковь, первое упоминание о которой датировано 1275 годом. Церковь находилась в непосредственной близости от замка и была фамильной церковью, а также семейной усыпальницей Голливудов. Предположительно, церковь была разрушена в 1640 году, однако захоронения на её территории продолжались до 1874 года.

## Происшествия

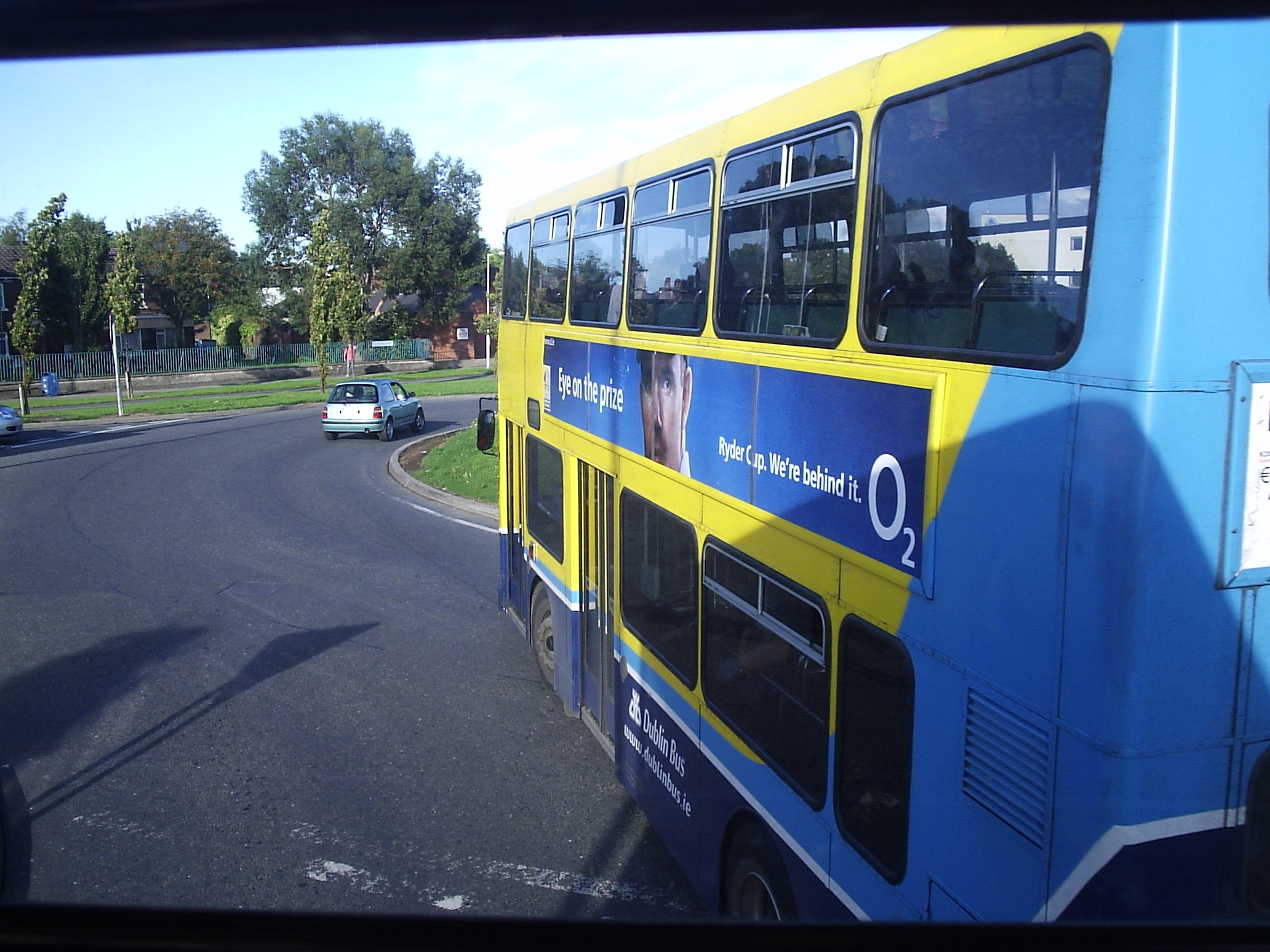
Дублинский автобус в Артейне

14 февраля 1981 года в Stardust Ballroom случился сильный пожар, в котором 48 человек погибло и 200 получили ранения. По результатам расследования происшествия были внесены существенные изменения в правила пожарной безопасности и соответствующие законные акты.

## Известные люди
В Артейне родились:
- Томас Кеттл (англ. Thomas Michael "Tom" Kettle, 1880—1916) — писатель, адвокат, экономист и политик-гомрулер.
- Ларри Маллен (ирл. Larry Mullen; род. 1961) — ирландский музыкант, основатель и барабанщик ирландской группы U2, которая вначале называлась «Группа Ларри Маллена» (англ. The Larry Mullen Band), один из самых известных участников дублинского маршевого оркестра Artane Boys Band.
- Ронан Финн (ирл. Ronan Finn; род 1987) — ирландский футболист, полузащитник клуба «Шемрок Роверс», чемпион Ирландии 2011 года.
- Брайан Макфадден (ирл. Brian McFadden; род. 1980) — ирландский музыкант, в прошлом участник поп-группы Westlife, ныне сольный исполнитель.
- Брендан Глисон (ирл. Brendan Gleeson; род. 1955) — ирландский актёр, режиссёр и сценарист, в 2009 году был награждён премией «Эмми» за роль Уинстона Черчилля в телефильме «Навстречу шторму».
- Вероника Герин (ирл. Veronica Guerin; род. 1958—1996) — известный криминальный репортёр, убита наркомафией.
- Фрэнк Стэплтон (англ. Frank Stapleton; род. 1956) — ирландский футболист и футбольный тренер.
- Питер Сноу (англ. Peter Snow; род. 1938) — британский теле-и радиоведущий и историк, кавалер ордена Британской империи за заслуги в области вещания (2006).
- Иоанн Сакробоско (лат. Johannes de Sacrobosco, англ. John of Holywood; 1195—1256) — средневековый математик и астроном.
- Джейсон Бэрри (англ. Jason Barry; род. 1972) — ирландский актёр, известен ролями в фильме «Титаник» и криминальном сериале Love/Hate.

В Артейне жили:
- Роберт де Холивуд (англ. Robert de Holywood, умер в 1384) — основатель семьи Холивуд, владельцев замка Артейн, Главный судья Суда казначейства Ирландии (1363—1364, 1367—1376).
- Лиам Каннингем (лат. Liam Cunningham; род. 1961) — ирландский актёр, учился в школе St. David’s CBS.
- Иван Бешов (англ. Ivan Beshoff; 1885—1987) — участник восстания на броненосце «Князь Потёмкин-Таврический», основал в Артейне ирландскую сеть закусочных fish-n-chips Beshoffs.
- Брэм Стокер (англ. Abraham «Bram» Stoker; 1847—1912) — ирландский романист, известен готическим романом «Дракула» (1897), родился в Клонтарфе, детство провёл в Артейне, где родился его брат Джордж.